# Making Mr. Right – Ein Mann à la Carte
Making Mr. Right – Ein Mann à la Carte (Originaltitel: Making Mr. Right) ist eine US-amerikanische Filmkomödie aus dem Jahr 1987. Die Regie führte Susan Seidelman, das Drehbuch schrieben Floyd Byars und Laurie Frank. Die Hauptrollen spielten John Malkovich und Ann Magnuson. Der Film spielte in den USA nur wieder 1,6 Millionen US-Dollar ein. Der deutsche Kinostart war der 7. September 1987.

## Handlung
Die PR-Beraterin Frankie Stone macht Schluss mit ihrem Freund, einem Politiker. Sie wird von einem Konzern beauftragt, eine PR-Kampagne zu entwickeln, die die Regierung der USA überzeugen würde, die Entwicklung eines Androiden zu fördern.
Als der Android Ulysses zum ersten Mal Stone sieht, wird er ohnmächtig. Stone bringt ihm gute Umgangsformen bei. Sein Entwickler, der Außenseiter Dr. Jeff Peters, ist verärgert, weil Ulysses dazu gebaut wurde, mehrere Jahre alleine im Weltall zu verbringen. Stone bemerkt sarkastisch, Peters könne von Ulysses lernen, menschlich zu sein.
Der Roboter verliebt sich in Frankie, folgt ihr auf eine Party und fällt in den Pool. Dadurch wird Ulysses zum Hauptthema in den Medien, ihm wird sogar eine Affäre mit der Prinzessin Diana nachgesagt. Etwas später bekommt Frankie Besuch; als der Gast sie küsst merkt sie, dass er nicht Dr. Peters, sondern Ulysses ist. Etwas später wird Dr. Peters gezeigt, der anstelle des Roboters die Weltallmission übernimmt.

## Kritiken
Roger Ebert lobte in der Chicago Sun-Times vom 10. April 1987 die Hauptdarsteller und einige Nebendarsteller wie Robert Trebor. Er verglich die Wandlung des Charakters von Ulysses mit jener Wandlung, die Jeff Bridges in der Rolle eines Außerirdischen im Film Starman durchmachte. Ebert lobte die Art, in der die Regisseurin Susan Seidelman die Szenen inszenierte, in denen Dr. Peters und Ulysses verwechselt werden.
Die Deutsche Film- und Medienbewertung FBW in Wiesbaden verlieh dem Film das Prädikat wertvoll.